# Mycohypallage margaretae
Mycohypallage margaretae är en svampart som beskrevs av Marinc., Gryzenh. & M.J. Wingf. 2010. Mycohypallage margaretae ingår i släktet Mycohypallage och familjen Phyllachoraceae.   Inga underarter finns listade i Catalogue of Life.